# 金紋瓷螺
金紋瓷螺（学名：Hemiliostraca peasei）为瓷螺科Hemiliostraca屬下的一个种。原歸瓷螺屬（Eulima）。